# Vicia sparsiflora
Vicia sparsiflora — вид квіткових рослин родини бобових (Fabaceae).

## Синоніми
- Orobus ochroleucus Waldst. & Kit.

## Морфологічна характеристика
Це багаторічна рослина.

## Поширення
Зростає в Європі: Болгарія, колишня Чехословаччина, Угорщина, Італія, Румунія, Україна, колишня Югославія.